# Цімашам
Цімашам (англ. Tsimasham) — місто в Бутані, адміністративний центр дзонгхагу Чукха. В місті розташована фортеця Чукха-дзонг і знаходиться адміністрація дзонгхагу.
Через Цімашам проходить основна траса з півночі від міста Тхімпху на південь до міста Пхунчолінг. Весь транспорт, що прямує зі столиці Бутану на південь до кордону з Індією (і назад), проїжджає через Цімашам.
Населення міста становить 1233 осіб (за переписом 2005 р.), а за оцінкою 2012 року — 1436 осіб.